# マリー＝ルイーズ・オミュルフィ

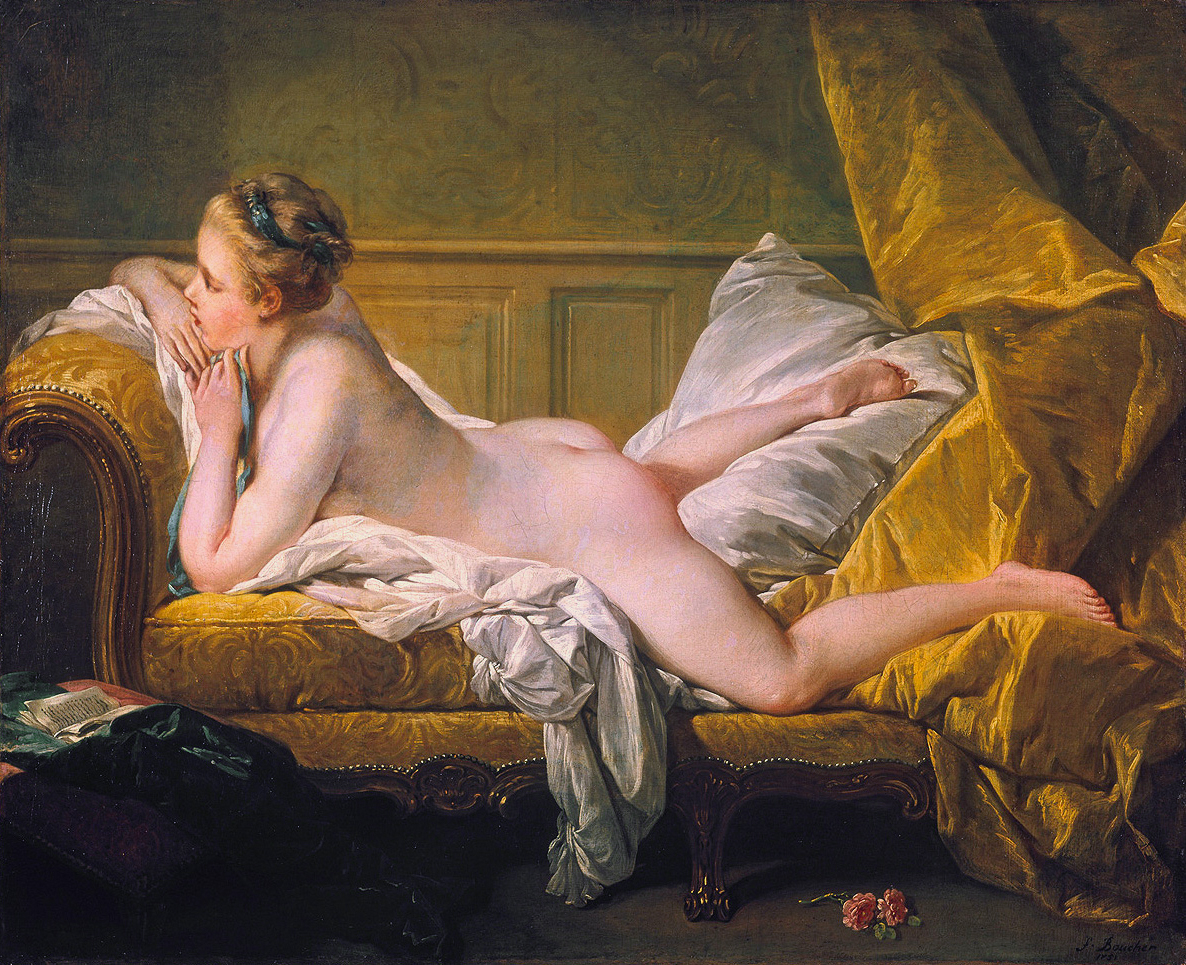
フランソワ・ブーシェの描いたオミュルフィ（ソファに横たわる裸婦）

マリー＝ルイーズ・オミュルフィ（Marie-Louise O'Murphy, 1737年10月21日？ - 1814年12月11日）はフランス王ルイ15世の愛人の1人。フランスのルーアンで生まれたアイルランド人兵士の娘といわれている。
父の死後、母親は家族を連れてパリに出たが、オミュルフィはヌード画のマネキンとして働いていた。1752年、フランソワ・ブーシェが描いた裸体画が評判になると、オミュルフィはルイ15世の公妾ポンパドゥール夫人が開設したという娼館鹿の園に招かれ、ルイ15世の愛妾となった。
ルイ15世との間に夭逝の女子と一人の男子をもうけたが、男子は将校に取り立てられ、後にベリュイゥイ将軍を名乗ったという。寵妾の鹿の園での営みは原則として短期間とされたため、彼女自身は鹿の園を出て良縁を紹介され、年金支給を受けて余生を送ったが、フランス革命期間中は投獄されたこともあったと伝えられている。